# Volkan Şen
Volkan Şen (Bursa, 7 luglio 1987) è un calciatore turco, centrocampista svincolato.

## Carriera

### Club
Nell'agosto 2011 il Bursaspor lo cedette al Trabzonspor per € 3,6 milioni. Tre anni dopo ritornò a Bursa in cambio di € 1,3 milioni. Dopo essere ritornato, durante la stagione 2014-2015, totalizzerà 33 presenze e ben 15 reti, riuscendo ad alzare la propria media realizzativa.

#### Fenerbahçe e ritorno al Trabzonspor
Il 14 agosto 2015, firmerà un biennale per il Fenerbahçe. Il calciatore turco riuscirà più o meno a convincere l'ambiente, totalizzando, in 2 anni, 51 presenze segnando 5 reti.
L'8 settembre 2017, tornerà sui suoi passi, accordandosi con il Trabzonspor, tornandoci dopo 3 anni. Questo suo ritorno, però, sarà del tutto fallimentare, perché infatti il centrocampista turco riuscirà solamente a scendere in campo per sole 3 volte in 4 mesi.

#### Konyaspor
Il 31 gennaio 2018, il precedente club deciderà di mandarlo in prestito al Konyaspor. Durante la sua permanenza, riuscirà a totalizzare un solo gol in 10 presenze all'attivo, deludendo totalmente tutta la tifoseria e la società, che deciderà di non riscattarlo, rimandandolo direttamente al Trabzonspor che, il 1⁰ luglio 2018, deciderà di rescindere il contratto del giocatore.

#### Adana Demirspor
Il 15 agosto 2019, dopo 1 mese dia svincolato, sarà acquistato a titolo gratuito dall'Adana Demirspor, che allora militava nella TFF 1. Lig, ovvero, la seconda divisione del campionato turco. Durante questa esperienza durata 2 anni, riuscirà nell'intento di convincere tutta la tifoseria con le sue prestazioni per il club, riuscendo anche a centrare la promozione durante la stagione 2020-2021, arrivando primi in classifica. Nel club turco, totalizzerà 44 presenze in campionato e 10 reti.

#### Prestito al Tuzlaspor e ritorno all'Adana Demirspor
L'8 febbraio 2022, dato il poco spazio dietro alle nuove gerarchie entrate nel club, l'Adana Demirspor deciderà di prestarlo al Tuzlaspor, militante nella TFF 1. Lig. La sua esperienza, però, non è mai iniziata in modo concreto, perché il centrocampista turco non avrà mai la possibilità di scendere in campo in 4 mesi.
Così, il 30 giugno 2022, la società deciderà di rispedirlo direttamente all'Adana Demirspor, che però deciderà di non convocarlo per le partite della Süper Lig, mettendolo fuori rosa.

### Nazionale
Venne convocato dalla Nazionale per gli Europei 2016 in Francia, in cui disputò due delle 3 partite della squadra che uscì nella fase a gironi.
Segnò il suo primo goal in Nazionale il 12 novembre 2016 nella gara di qualificazione al mondiale 2018 vinta per 2-0 in casa contro il Kosovo, siglando la rete del definitivo 2-0 al 55' (4 minuti dopo il goal del vantaggio dei turchi siglato da Burak Yılmaz).

## Palmarès
- Campionato turco: 1

Bursaspor: 2009-2010
- TFF 1. Lig: 1

Adana Demirspor: 2020-2021